# Лелуар, Эдмон
Эдмо́н Лелуа́р (фр. Edmond Leloir; 1912, Брюссель — 2003) — бельгийско-швейцарский валторнист, солист оркестра романской Швейцарии и ряда других оркестров Бельгии и Швейцарии, преподаватель нескольких швейцарских консерваторий, лауреат международного конкурса, почётный член международного общества валторнистов.